# 산티 조반니 에 파올로 성당 (로마)

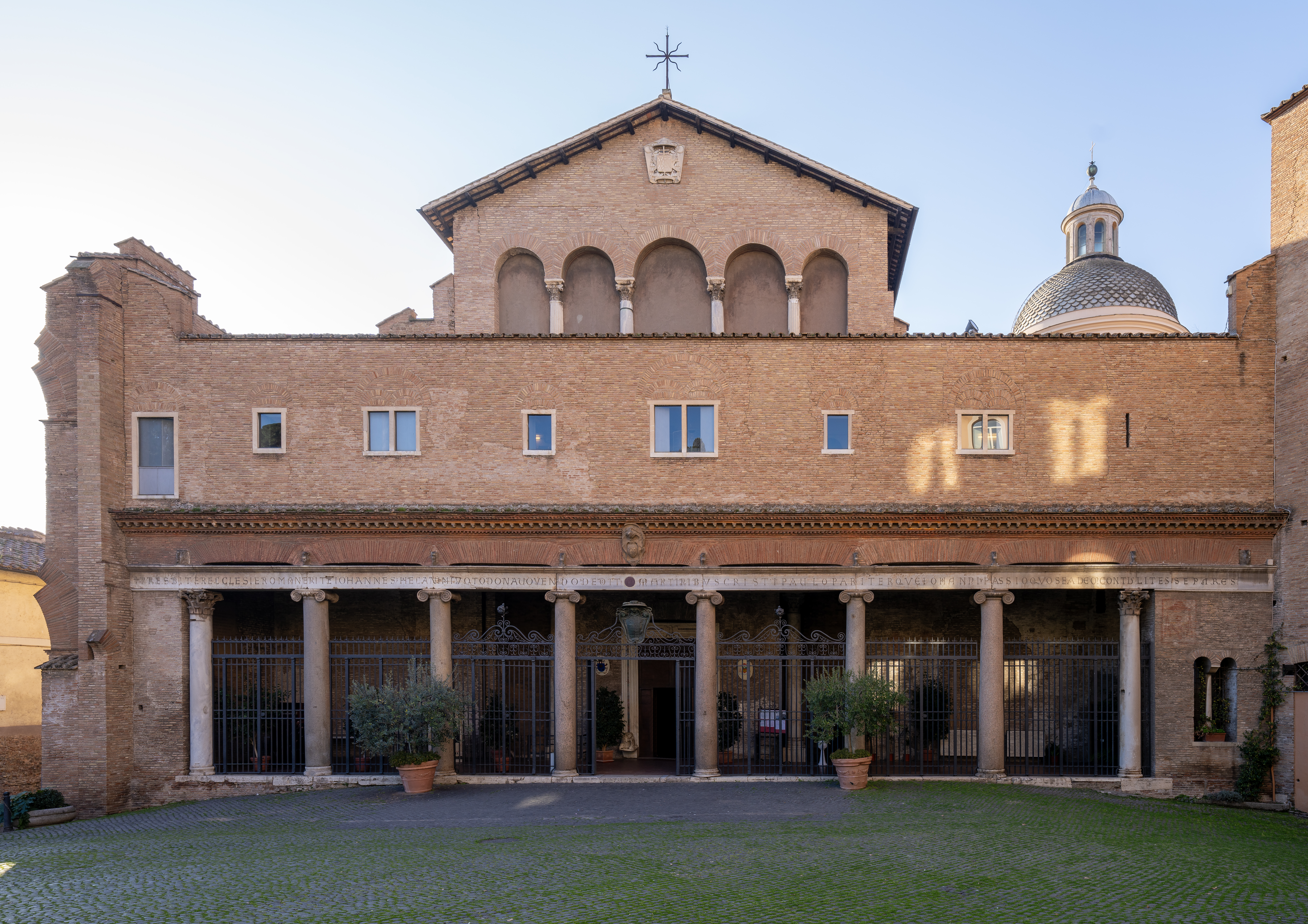
산티 조반니 에 파올로 성당

산티 조반니 에 파올로 성당(이탈리아어: Basilica dei Santi Giovanni e Paolo)은 이탈리아 로마에 있는 성당이다.